# Peter Wilhelm Lithzenius
Peter Wilhelm Lithzenius, född 10 juli 1719 i Gryts socken, Östergötlands län, död 25 mars 1789 i Vinnerstads socken, Östergötlands län, han var en svensk kyrkoherde i Vinnerstads socken.

## Biografi
Peter Wilhelm Lithzenius föddes 10 juli 1719 i Gryts socken. Han var son till kyrkoherden Petrus Lithzenius och Emerentia Lysing i Söderköping. Lithzenius studerade i Söderköping och Linköping. Han blev höstterminen 1736 student vid Uppsala universitet, Uppsala och blev 1742 filosofie kandidat. Lithzenius blev 22 juni 1743 magister och prästvigdes 13 maj 1744. Han blev 1749 bataljonspredikant vid Östgöta infanteriregemente och blev 4 februari 1756 konsistorienotarie i Linköping. Den 19 april 1760 blev Lithzenius kyrkoherde i Vinnerstads församling, Vinnerstads pastorat, tillträde 1761 och blev 6 oktober 1784 prost. Lithzenius avled 25 mars 1789 i Vinnerstads socken.
Ett porträtt i olja av Lihzenius finns i Vinnerstads kyrkas sakristia. I den västra väggen i sakristian finns en minnessten över honom och hustrun.

### Familj
Lithzenius gifte sig 20 december 1743 med Anna Margareta Köhler (1725–1795), dotter till kvartermästaren Caspar Friedrich Cossbeck och Anna Hellman. De fick tillsammans barnen Brita Emerentia Lithzenius som var gift med lektorn Claes Melander i Linköping, Per Gottfrid Lithzenius (1747–1760), Anna Margareta Lithzenius (1768–1768), två söner och en dotter (död 1751).